# Biston semivirgata
Biston semivirgata là một loài bướm đêm trong họ Geometridae.